# ヴァルター・クリューガー
ヴァルター・クリューガー（Walter Krüger、1890年2月27日 - 1945年5月22日）は、ナチス・ドイツの武装親衛隊の将軍。最終階級は親衛隊大将および武装親衛隊大将。主に東部戦線で戦っていた軍人。
同じく親衛隊大将であったフリードリヒ・ヴィルヘルム・クリューガーは弟である。

## 経歴
プロイセン王国陸軍大佐アルフレート・クリューガーの息子として当時プロイセン王国領だったストラスブール（現フランス）に生まれた。プロイセン陸軍士官学校卒業後、少尉に任官して第一次世界大戦中は第110軽歩兵連隊に配属された。2度負傷して一級鉄十字章を受章した。戦後も軍に残ったが、バルト地域で義勇軍（フライコール）活動にも参加した。
1933年にアドルフ・ヒトラーが政権を掌握した際にも国防軍にいたが、1935年4月に親衛隊中佐として親衛隊特務部隊（武装親衛隊の前身）ゲルマニア連隊に迎えられた。弟のフリードリヒもこの年に突撃隊（SA）から親衛隊（SS）に移籍している。まもなくヴァルターはバート・テルツの親衛隊士官学校の教官となった。1939年1月に親衛隊大佐となり、1940年1月から10月にかけては警察部隊の参謀将校となった。1941年4月には親衛隊少将となり、1941年8月から12月にかけて第4SS警察装甲擲弾兵師団の師団長を務めた。同師団はレニングラードの戦いでレニングラードの包囲にあたった。1942年1月に親衛隊中将となる。1943年3月から10月にかけて第2SS装甲師団「ダス・ライヒ」の師団長をつとめ、クルスクの戦いに参加した。その後は第6SS所属武装軍団（ラトビア人義勇兵軍団）を率いた。1944年6月に親衛隊大将となる。1945年に軍団はクーアラントで降伏し、東プロイセンへ逃れようとしたところをソ連軍に発見され、1945年5月22日に自決した。弟フリードリヒも先立つ5月9日に自決している。

## 親衛隊階級
- 1935年4月30日 親衛隊中佐
- 1939年1月30日 親衛隊大佐
- 1941年4月20日 親衛隊少将
- 1942年1月30日 親衛隊中将
- 1944年6月21日 親衛隊大将

## 受章
- 一級鉄十字章（1914年版）
- 二級鉄十字章（1914年版）
- ホーエンツォレルン家勲章剣付き騎士章
- 戦傷章金章
- 名誉十字勲章
- 一級鉄十字章略章（1939年版）
- 二級鉄十字章略章（1939年版）
- 柏葉・剣付騎士鉄十字章
  - 1941年12月13日 騎士鉄十字章
  - 1943年8月31日 柏葉章
  - 1945年1月11日 剣章
- 親衛隊髑髏リング